# Francesc Guerau

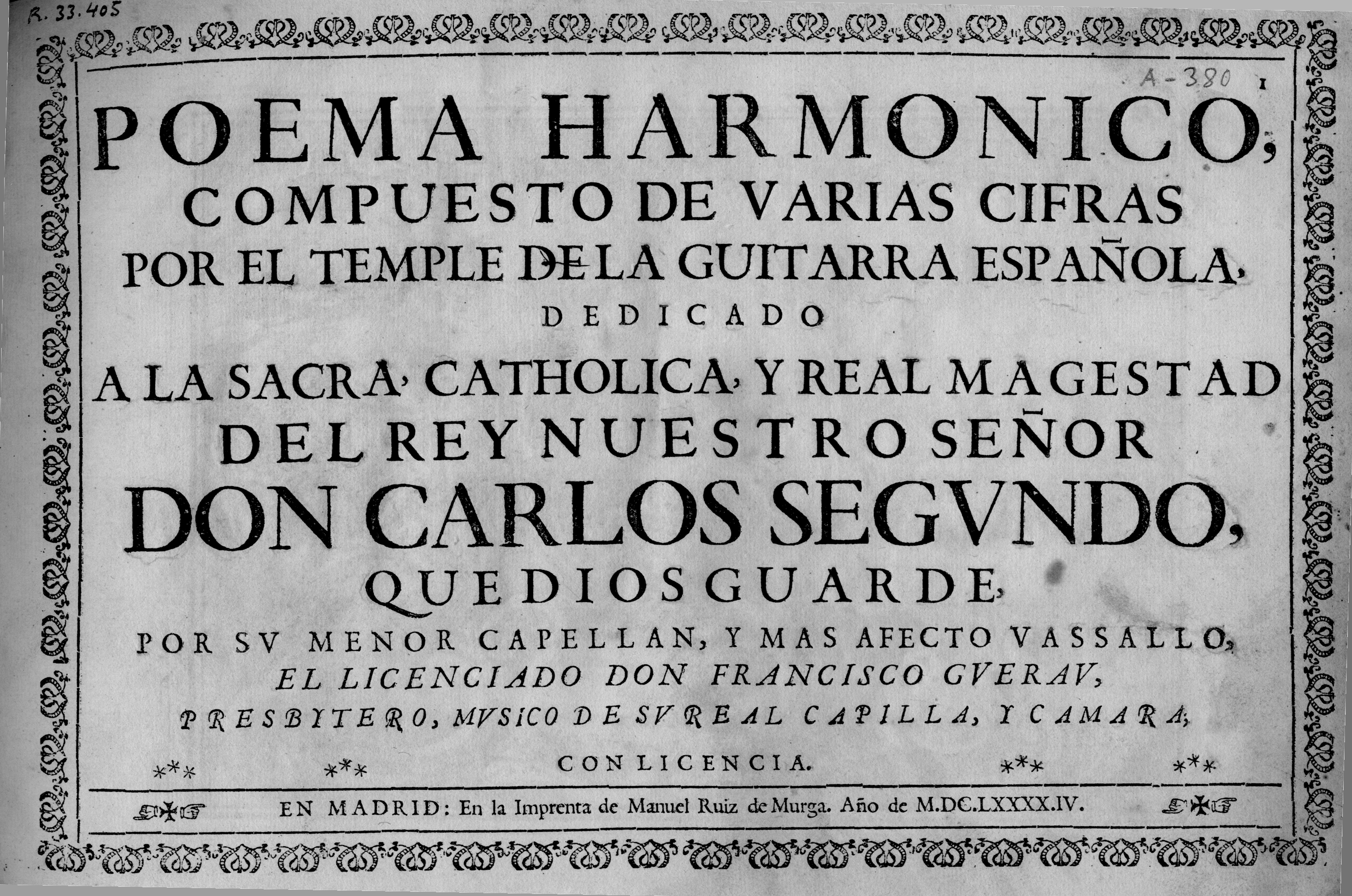
Poema Harmonico compuesto de varias cifras por el temple de la Guitarra Española, portada de l'edició de 1694

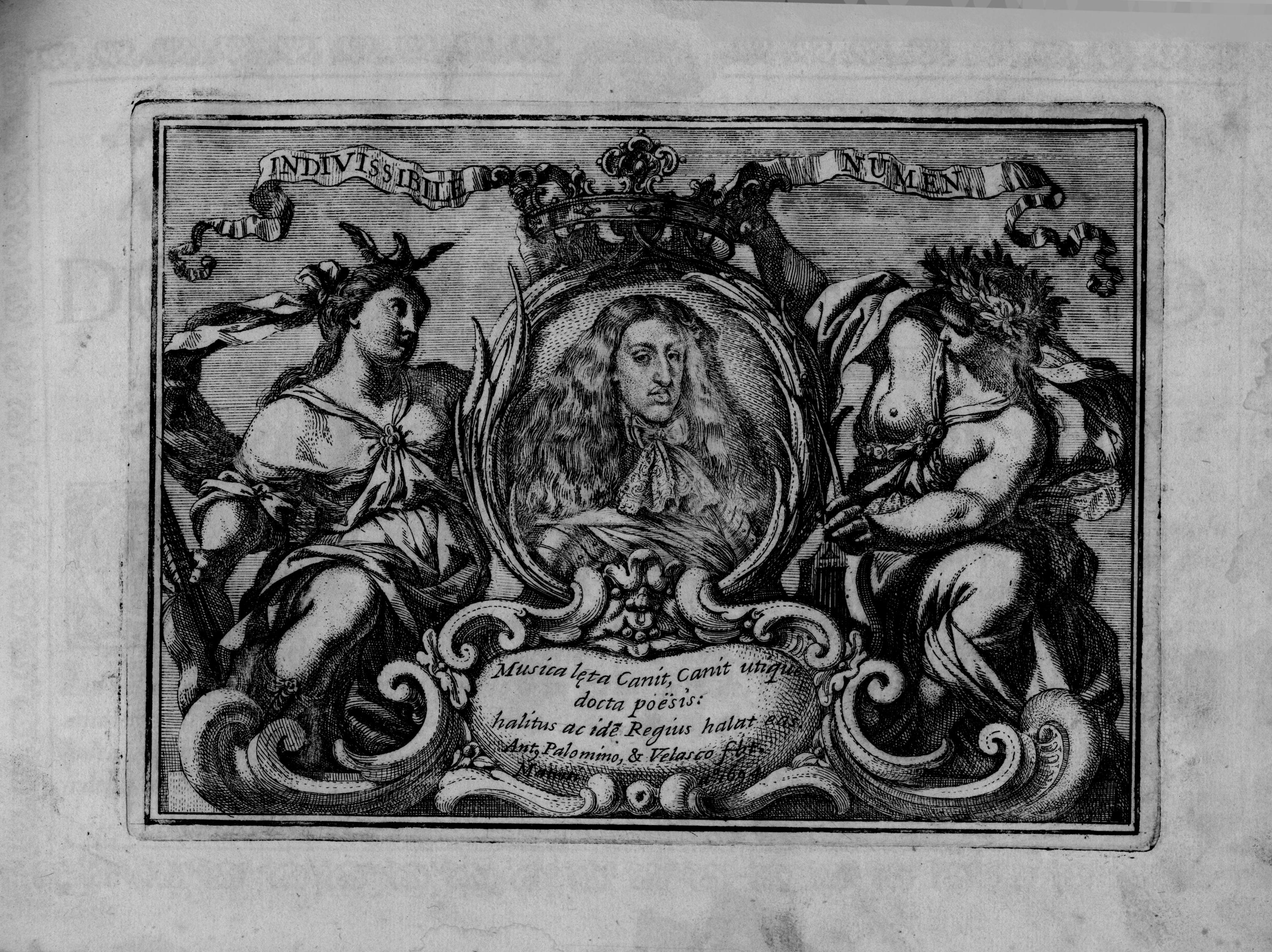
Poema Harmonico compuesto de varias cifras por el temple de la Guitarra Española, il·lustració que apareix a l'edició de 1694

Francesc Guerau i Femenia (1649 – 1717/1722) Compositor nascut a Palma. Fill de Pere Lluc Garau i Gerònima Femenia, i germà d'Anna (1652), una altra Anna (1645), Joana (1647) i Gabriel, músic i que també treballà com Francesc a la cort de Madrid.
Aquest compositor barroc entrà l'any 1659 com a cantor al Real Colegio de Niños Cantores de la Real Capilla. Deu anys més tard, l'any 1669, entrà com a contralt a la Real Capilla i, el 1693, obtingué una plaça de músic de cambra del rei Carles II. El mateix any de publicació del llibre "Poema harmónico compuesto de varias cifras por el temple de la guitarra española" (Madrid, 1694), fou nomenat Maestro del Real Colegio de Niños Cantores. Aquest darrer càrrec el va ocupar fins que el 1701 fou substituït pel nou mestre de capella, Sebastián Durón. El llibre de Guerau (Poema harmónico), conté només peces en estil puntejat, precedides d'una introducció que explica els principis de la notació en la tabulatura i aconsella tècniques, ornamentació, etc. Les 40 composicions, totes elles dins del gènere de la variació, es divideixen en deu obres basades en danses espanyoles ("jácaras", "canarios", "españoleta", "folías", "marionas", etc.) i 30 extensos "pasacalles" lloats per Santiago de Murcia al seu "Resumen de acompañar la parte con la guitarra" (1714).

## Contingut del Poema harmónico[3]
- Diez y siete diferencias de Passacalles de Compassillo por primer tono, (folio 1)
- Otras diez y siete de Proporcion por el mismo tono, (folio 2)
- Diez y seis diferencias de Passacalles por segundo tono de Compassillo, (folio 3)
- Otras diez y seis de Proporcion por el mismo tono, (folio 5)
- Treze diferencias de Passacalles por segundillo, de Compassillo, (folio 6)
- Otras treze de Proporcion por el mismo tono, (folio 7)
- Diez y nueve diferencias de Passacalles por tercer tono, de Compassillo, (folio 8)
- Diez y seis de Proporcion por el mismo tono, (folio 10)
- Catorze diferencias de Passacalles por quarto tono, de Compassillo, (folio 11)
- Diez y seis de Proporcion por el mismo tono, (folio 12)
- Quinze diferencias de Passacalles por quinto tono, de Compassillo, (folio 13)
- Doze de Proporcion por el mismo tono, (folio 15)
- Catorze diferencias de Passacalles por sexto tono, de Compassillo, (folio 15)
- Otros catorze de Proporcion por el mismo tono, (folio 16)
- Diez y nueve diferencias de Passacalles por septimo tono, de Compassillo, (folio 17)
- Diez y ocho de Proporcion por el mismo tono, (folio 19)
- Catorze diferencias de Passacalles por octavo tono, de Compassillo, (folio 20)
- Quinze de Proporcion por el mismo tono, (folio 21)
- Catorze diferencias de Passacalles por octavo alto, de Compassillo, (folio 22)
- Otras catorze de Proporcion por el mismo tono, (folio 24)
- Catorze Passacalles por Patilla, de octavo punto alto, de Compassillo, (folio 25)
- Otros catorze de Proporcion por el mismo tono, (folio 26)
- Doze Passacalles por primer tono, punto baxo, de Compassillo, (folio 27)
- Treze de Proporcion por el mismo tono, (folio 28)
- Treze Passacalles por octavo alto, punto alto, de Compassillo, (folio 29)
- Otros treze de Proporcion por el mismo tono, (folio 30)
- Catorze Passacalles por septimo tono, punto alto, de Compassillo, (folio 31)
- Treze de Proporcion por el mismo tono, (folio 32)
- Doze Passacalles por segundo tono, punto baxo, de Compassillo, (folio 33)
- Otros doze de Proporcion, por el mismo tono, (folio 34)
- Treinta y nueve diferencias de Xacara, (folio 35)
- Veinte y nueve diferencias de Xacara de la Costa, (folio 37)
- Doze diferencias de Mari-Zápalos, (folio 39)
- Ocho diferencias de Españoleta, (folio 42)
- Doze diferencias de Pavana, (folio 45)
- Treze diferencias de Gallarda, (folio 49)
- Doze diferencias de Folias, (folio 51)
- Diez y ocho diferencias de Mariona, (folio 53)
- Treze diferencias de Canario, (folio 54)
- Treze diferencias de Villano, (folio 55)